# Andranotsimistamalona
De Andranotsimistamalona is een rivier in Madagaskar. De rivier is gelegen in het noorden in de regio Diana. De bron van de rivier bevindt zich in het Ambohitramassief en de rivier mondt uit in de Saharenanarivier net boven Antananandrenitelo.